# Groupe de soutien à l'islam et aux musulmans
Le Groupe de soutien à l'islam et aux musulmans (en abrégé GSIM ; en arabe : جماعة نصرة الإسلام والمسلمين, Jamāʿat nuṣrat al-islām wal-muslimīn, JNIM) est une organisation militaire et terroriste, d'idéologie salafiste djihadiste, formée le 1er mars 2017 pendant la guerre du Mali. Il naît de la fusion d'Ansar Dine, des forces d'Al-Qaïda au Maghreb islamique (AQMI) dans le Sahel, de la katiba Macina et de la katiba Al-Mourabitoune.
Le groupe est responsable de plusieurs attaques et attentats terroristes dont l'attaque la plus meurtrière de l'histoire du Burkina Faso, le 24 août 2024 à Barsalogho, où les djihadistes tuent plusieurs centaines de civils.

## Fondation
Le Groupe de soutien à l'islam et aux musulmans annonce sa formation dans un document vidéo transmis le 1er mars 2017 à l'agence de presse mauritanienne Agence Nouakchott Information (ANI) et diffusé le lendemain,. Plusieurs chefs djihadistes apparaissent dans cette vidéo : Iyad Ag Ghali, l'émir d'Ansar Dine ; Djamel Okacha, l'émir d'AQMI au Sahara ; Amadou Koufa, l'émir de la katiba Macina ; Abou Hassan al-Ansari, l'adjoint de Mokhtar Belmokhtar, émir de la katiba Al-Mourabitoune ; et Abou Abderrahman El Senhadji le qadi d'AQMI,,. Ces derniers annoncent leur rassemblement dans une seule structure et prêtent allégeance à Ayman al-Zawahiri, l'émir d'al-Qaïda ; à Abdelmalek Droukdel, l'émir d'AQMI ; et à Haibatullah Akhundzada, l'émir des talibans,. Iyad Ag Ghali est désigné comme le chef de ce mouvement.
Ces organisations djihadistes étaient déjà étroitement liées avant leur fusion et s'étaient coordonnées dans diverses opérations,. Par cette annonce, le Groupe de soutien à l'islam et aux musulmans cherche à s'afficher comme un groupe puissant et à contrer l'influence de l'État islamique,.

## Organisation

### Commandement
À sa fondation, le Groupe de soutien à l'islam et aux musulmans est dirigé par Iyad Ag Ghali, tandis que Djamel Okacha est le commandant en second,. Okacha est tué le 21 février 2019 lors du combat d'Elakla. Abou Yehyia al-Djaizari lui succède, mais il est mortellement blessé en avril 2020 à l'attaque de Bamba. Sedane Ag Hita devient alors le nouveau numéro 2 du GSIM. 
Fin 2020, l'armée française présente Ba Ag Moussa comme le « chef militaire » du GSIM. Ce dernier est tué lors d'une opération dans la région de Ménaka le 10 novembre 2020. 
Malick Ag Wanasnat, ancien colonel de l'armée malienne et proche lieutenant d'Iyad Ag Ghali, est tué par l'armée française le 14 février 2018, lors du combat d'Inaghalawass.
Les forces du Groupe de soutien à l'islam et aux musulmans sont divisées en plusieurs katiba, dont les plus importantes sont :
- La Katiba Macina, commandée par Amadou Koufa
- La Katiba Al-Mourabitoune, commandée par Mokhtar Belmokhtar (?), secondé par Abou Hassan al-Ansari (tué le 14 février 2018)[7],[16],[17]
- La katiba dite du « Gourma », commandée par Al-Mansour Ag Alkassim (tué le 11 ou 12 novembre 2018)[18],[19],[20]
- La katiba Serma[21].

Au début des années 2020, les principaux chefs du GSIM après Iyad Ag Ghali et Sedane Ag Hita sont les suivants :
- Région de Tombouctou et région de Kidal : Abderrahmane Talha, dit Talha al-Libi ; Abdallaye Ag Albaka, ancien maire de Tessalit ; Abdorrahmane Zaza, dit Abdorrahmane Al-Targui[22].
- Région de Ménaka : Faknan Ag Taki[22].
- Région de Gao : Himmama Ould Lekhweir, dit Hamza al-Tabankorti, ancien membre d'al-Mourabitoune[22].
- Région de Mopti et région de Ségou : Amadou Koufa[22].
- Gourma malien et Burkina Faso : Salem Ould Breihmatt ou Mohamed Salem Ould Mbarek dit Abou Hamza Al-Chinguetti et Jafar Dicko, chef d'Ansarul Islam[22].

Le cadi du Groupe de soutien à l'islam et aux musulmans, Ali Maychou, dit « Abou Abderrahmane Es-Sanhadji » ou « Abou Abderrahmane al-Maghrebi », est tué au Mali par les forces françaises dans la nuit du 8 au 9 octobre 2019,,,. Zineidine Ag Biga et Houka Houka Ag Alhousseini, dit Houka Houka, deviennent ensuite les principaux cadis du GSIM.
Le 9 mars 2024, le commandant du GSIM d'Intillit, Iliassou Amadou Moussa, est capturé et exécuté par l'État islamique au Sahel. 
Le 11 mars 2024, le Groupe de soutien à l'islam et aux musulmans annonce le ralliement du colonel Houssein Ghoulam, chef d'état-major du Mouvement arabe de l'Azawad (MAA), à sa cause,.

### Effectifs
Fin 2017, le Groupe de soutien à l'islam et aux musulmans compte un peu plus de 500 hommes selon les services de renseignements français. En août 2018, Le Figaro évoque pour sa part 2 000 hommes d'après ses sources, en précisant que ces effectifs seraient en baisse par rapport à l'année précédente. En 2024, un rapport de l'ONU donne une estimation de 5 000 à 6 000 combattants, dont 3 000 pour la katiba Macina

## Actions
Le Groupe de soutien à l'islam et aux musulmans revendique notamment l'attaque de Boulikessi, menée le 5 mars 2017, ; une deuxième attaque contre la même localité le 29 mars ; la mort d'un soldat français dans la forêt de Fhero, le 5 avril ; l'attaque de Gourma-Rharous du 18 avril 2017, l'embuscade de Dogofry du 2 mai 2017, l'attentat de Kangaba, le 18 juin 2017, l'attaque de Soumpi du 27 janvier 2018, l'attaque de Tombouctou du 14 avril 2018, l'attaque de Ber du 27 octobre 2018, l'attaque de Dioura du 17 mars 2019, l'attaque de Boulikessi du 30 septembre au 1er octobre 2019, l'attaque de Boulikessi du 1er juin 2025 et l'attaque de Tombouctou du 2 juin 2025.

### Niger
L'attaque de Midal, menée le 5 juillet 2017, est la première revendiquée par le Groupe de soutien à l'islam et aux musulmans au Niger.

### Burkina Faso
Au Burkina Faso, le GSIM est suspecté d'être à l'origine de l'attentat de Ouagadougou du 13 août 2017, tandis qu'il revendique l'attaque de Ouagadougou du 2 mars 2018 et l'embuscade de Loroni du 27 décembre 2018. En juillet 2024, un rapport de l'ONU note que les actions du GSIM sont particulièrement violentes au Burkina Faso : « Les cellules présentes opèrent indépendamment du commandement central de JNIM et certaines se livrent à des actes de violence extrême à l’encontre des populations civiles, ce qui contraste avec la politique générale du groupe qui consiste à limiter les exactions contre ces mêmes populations ». Fin août 2024, le groupe revendique notamment l'attaque de Barsalogho, le massacre le plus meurtrier de l'histoire du Burkina Faso, où environ 300 à 400 civils trouvent la mort.

### Côte d'Ivoire
En Côte d'Ivoire, dans la nuit du 9 au 10 juin 2020, des djihadistes du GSIM attaquent un poste de l'armée et de la gendarmerie ivoiriennes à Kafolo, près de la frontière avec le Burkina Faso. Il s'agit alors de la première attaque djihadiste en Côte d'Ivoire depuis l'attentat de Grand-Bassam en 2016.

### Mali
Le 17 septembre 2024, une série d'attaques ont lieu dans plusieurs endroits de Bamako, tuant plus de 77 personnes et en blessant 255 autres. Le groupe revendique la responsabilité. Le 1er juin 2025, le GSIM attaque une caserne à Boulikessi, tuant plus de 100 militaires maliens. Une vingtaine de soldats sont pris en otage et le groupe s'empare d'armes et de matériel militaire. Le 2 juin 2025 au matin, le GSIM mène quatre attaques simultanées à Tombouctou contre une caserne, l'aéroport et deux postes de controle, faisant entre 30 et 60 morts.  

### Bénin
Le 17 avril 2025, au moins 54 militaires béninois sont tués lors de l'attaque simultanée par le GSIM de deux sites au nord du Bénin: au triple point où se rencontre le Burkina Faso le Niger et le Bénin, et dans le parc de W, proche des chutes de Koudou.

## Financements
Selon une étude réalisée en 2019 par l'Institut d'études de sécurité (ISS Africa), les groupes djihadistes sahéliens s'autofinancent grâce à des trafics locaux, comme le trafic d'armes, à une forme d'impôt sur le bétail et à l'exploitation artisanale de l'or.

## Otages
Dans la nuit du 1er au 2 juillet 2017, le Groupe de soutien à l'islam et aux musulmans publie une vidéo sur les six otages occidentaux qu'il retient,, : Stephen Malcolm McGown, de nationalité britannique et sud-africaine, enlevé le 25 novembre 2011 à Tombouctou au Mali ; l'Australien Ken Elliott, enlevé le 15 janvier 2016 à Djibo, au Burkina Faso ; le Roumain Iulian Gerghut, enlevé le 18 mai 2015 à Tambao, au Burkina Faso ; la Suissesse Béatrice Stockly, enlevée le 7 janvier 2016 à Tombouctou ; la Colombienne Gloria Cecilia Narvaez Argoti, enlevée le 7 février 2017 à Koutiala, dans le sud du Mali ; et la Française Sophie Pétronin, enlevée le 24 décembre 2016 à Gao, au Mali. Stephen McGown est libéré le 29 juillet 2017.
Béatrice Stockly aurait été tuée par balle en septembre 2020, peut-être à la suite d'une bavure commise par un de ses gardes. Son corps est retrouvé et identifié en mars 2021.
L'homme politique malien Soumaïla Cissé, Sophie Pétronin, le prêtre italien Pier Luigi Maccalli (enlevé en 2018) et Nicola Chiacchio (également de nationalité italienne, enlevé en février 2019) sont relâchés par les djihadistes le 8 octobre 2020 en échange d'une rançon et de la libération d'environ 160  à   200 prisonniers, mais dont la plupart ne seraient pas des combattants,,.
La religieuse colombienne Gloria Cecilia Narvaez Argoti est quant à elle libérée le 9 octobre 2021.
En octobre 2017, le Groupe de soutien à l'islam et aux musulmans diffuse également une vidéo montrant onze militaires maliens faits prisonniers entre juillet 2016 et mars 2017,,. Cependant, le 27 octobre, le groupe djihadiste affirme que tous ses prisonniers ont été tués dans la nuit du 23 au 24 octobre par un bombardement de l'armée française, lors du combat de Tin Biden.
Le 5 mai 2021, le GSIM diffuse une vidéo montrant le journaliste Olivier Dubois, enlevé le 8 avril à Gao. Celui-ci est libéré le 20 mars 2023.
Le 9 août 2023, le gouvernement roumain annonce la libération de Iulian Ghergut.

## Désignation comme organisation terroriste
Le 5 septembre 2018, le Groupe de soutien à l'islam et aux musulmans est placé sur la liste des organisations considérées comme terroristes par le département d'État des États-Unis.

### Vidéographie
- [vidéo] Les jihadistes du Sahel annoncent leur union dans une nouvelle formation - Sommet du jihadisme Mali, France 24, 3 mars 2017.